# Сексуальне насильство над дітьми з боку дітей
Сексуальне насильство над дітьми з боку дітей — форма сексуального насильства над дитиною, при якій над дитиною препубертатного віку зазнає сексуального насильства з боку одного або кількох інших дітей чи підлітків, при цьому жоден дорослий не бере в цьому безпосередньої участі. Сюди входить ситуація, коли один з дітей застосовує фізичну силу, погрози, обман або емоційні маніпуляції, щоб домогтися згоди, але також можуть включатися ситуації без примусу, коли ініціатор пропонує або починає сексуальний акт, природу якого жертва не розуміє і просто погоджується, не усвідомлюючи його значення або наслідків, до яких він може призвести.
Сексуальне насильство з боку дитини над дитиною відрізняється від нормативної сексуальної гри чи анатомічної цікавості та дослідження (наприклад, «гра в лікаря»), оскільки сексуальне насильство з боку дитини над дитиною є відкритою та навмисною дією, спрямованою на сексуальну стимуляцію, включаючи оргазм. Коли один брат чи сестра вчиняє сексуальне насильство над іншим, це називається «насильством між братами та сестрами». Коли жертви сексуального насильства між дітьми між братами та сестрами дорослішають, вони часто спогадують про вчинок, наприклад думають, що це було за згодою або що ініціатива була від них.

## Причини
У випадку сексуального насильства з боку дитини над дитиною маленькі діти, які не досягли статевої зрілості, не здатні знати про конкретні статеві акти без зовнішнього джерела. Отже, діти, які ініціюють або підбурюють до відкритого статевого акту з іншими дітьми, або були жертвами сексуального характеру заздалегідь (дорослим чи іншою дитиною), або вони були піддані впливу відверто сексуального матеріалу. Дослідження показують, що приблизно від однієї третини до половини дітей із проблемною сексуальною поведінкою самі не зазнавали сексуального насильства. У багатьох випадках дитина, яка вчинила злочин, була піддана впливу порнографії або неодноразово була свідком сексуальної активності дорослих у дуже молодому віці, і це також можна вважати формою сексуального насильства над дитиною.
У багатьох випадках дитина чи підліток можуть не мати наміру заподіяти будь-якої шкоди іншій дитині, і вони діють лише спонтанно. Однак ця дія все одно може призвести до шкоди іншій дитині та є формою сексуального насильства дитини над дитиною. Крім того, діти, які зазнали небажаного сексуального тиску, можуть не розуміти, що цей акт був злочином проти них самих.

## Поширеність
Дослідження показують, що більше половини злочинів, пов'язаних із сексуальним насильством над дітьми в Сполучених Штатах, скоєні злочинцями віком до 18 років. Однак сексуальне насильство дітей над дітьми часто залишається неповідомленим, тому що про нього мало відомо громадськості і часто відбувається поза наглядом дорослих. Навіть якщо дорослі знають про це, люди, які не розуміють наслідків, іноді відкидають його як нешкідливе явище. Зокрема, про жорстоке поводження між братами та сестрами повідомляється менше, ніж про випадки сексуального насильства між батьками та дітьми, а розкриття жертвою інцесту в дитинстві трапляється вкрай рідко.

## Ефекти
Діти, які зазнали сексуальних жертв з боку інших неповнолітніх, у тому числі насильство між братами та сестрами, демонструють здебільшого ті ж проблеми, що й діти, які стали жертвами дорослих, включаючи тривожні розлади, депресію, зловживання психоактивними речовинами, самогубства, розлади харчування, посттравматичний стресовий розлад, розлади сну та труднощі. довірливість однолітків у контексті стосунків. Жертва часто думає, що вчинок був нормальним, включно з думкою, що він був ініціатором або що він пішов на цей вчинок добровільно.
Основні фактори, які впливають на тяжкість симптомів, включають застосування сили або примусу, частоту насильства та інвазивність дії. Також повідомляється про підвищений ризик віктимізації в подальшому житті.
Термін «неповнолітні сексуальні злочинці» може використовуватися для дітей віком до 18 років, які почали будь-які сексуальні акти без згоди з іншою особою. Цю популяцію можна розглядати як молодшу версію сексуальних кривдників і можна оцінювати як частину однієї групи, коли вони представляють значну різнорідну групу. Наприклад, ці діти, як правило, демонструють інші мотиви своїх дій, ніж дорослі сексуальні злочинці, і вони, як правило, прихильніше реагують на лікування.